# Cerro Cementerio
Cerro Cementerio – wzgórze o wysokości 255 m n.p.m. w paśmie Cuchilla de Haedo w północnym Urugwaju, w departamencie Tacuarembó. Położone jest około 25 km na zachód od miasta Tacuarembó i około 4 km na południe od drogi krajowej Ruta 31, w pobliżu Valle Edén.
Znajdują się tu indiańskie stanowiska archeologiczne. W tym stuleciu wzgórze było wykorzystywane jako cmentarz przez miejscową ludność.